# Cross Nailed
Cross Nailed è l'album d'esordio del gruppo gothic metal tedesco Thora, pubblicato nel 2000.

## Tracce
1. My Black God – 2:18
2. New Society – 3:11
3. The Darkest Day – 3:46
4. Fear – 1:50
5. Suffering – 2:14
6. Deceit's in Vain – 1:39
7. Violation – 5:50
8. The Trail of My Tears – 4:01
9. Victim of Myself – 5:06
10. Cross Nailed – 3:18